# پل مارکو پولو
پل مارکو پولو (انگلیسی: Marco Polo Bridge)، در زبان ژاپنی روکوکیو، یک پل سنگی در ۱۵ کیلومتری جنوب غربی مرکز شهر پکن در ناحیه فنگتای واقع شده‌است. این پل بر روی رود یونگدینگ، یکی از شاخه‌های اصلی های (رود) است.